# Струнян
Струнян (словен. Strunjan) — поселення в общині Піран, Регіон Обално-крашка, Словенія. Висота над рівнем моря: 37,7 м. Розташоване уздовж 4 км ділянки Адріатичного узбережжя.